# Papa Legba
Papa Legba és un loa en la religió vodú, que serveix d'intermediari entre els loas i la humanitat. Es troba en una cruïlla espiritual i dona (o nega) permís per parlar amb els esperits de Guineé, i es creu que parla totes les llengües humanes. A Haití, és el gran discursador. Legba facilita la comunicació, la parla i la comprensió. S'associa habitualment amb gossos. Papa Legba és invocat al començament de cada cerimònia.

## Aparença
Acostuma a aparèixer com un vell amb una crossa o bastó, amb un barret de palla d'ala ampla i fumant una pipa o bevent aigua amb gas. El gos és sagrat per a ell. Legba està sincretitzat amb sant Pere, sant Llàtzer i sant Antoni.

## Representacions alternatives
A Benín, Nigèria i Togo, Legba és vist com una deïtat enganyadora jove i viril, sovint amb banyes i fàl·lica, i el seu santuari es troba normalment a la porta del poble. Alternativament, s'adreça com a Legba Atibon, Atibon Legba o Ati-Gbon Legba. Es creu que Papa Legba va sorgir de la diàspora ioruba i dahomeiana com a continuació de l'orisha Eshu. Això va donar lloc a al loa Papa Legba al vodú haitià, l'esperit Papa Laba al Hoodoo de Nova Orleans i com a l'orisha Elegua a la santeria.

## En la cultura popular
En el seu estudi Delta blues, Robert Palmer parla de l'aparició de Legba a les lletres i la tradició del blues. Palmer assenyala que Legba es pot referir/identificar com "el diable", "Papa Legba" i "L'home negre" al llarg de la història del blues. Això també queda clar en el text de l'etnomusicòleg Bruno Blum per a la caixa del CD Voodoo in America, on s'explica la referència a Papa Legba, deïtat dels camins i els entreforcs, a l'emblemàtica cançó de Robert Johnson "Crossroads".
Hi ha una àmplia referència a vodú a la trilogia Sprawl (1984-1988) de William Gibson. Al segon llibre, Count Zero (1986), Papa Legba es troba a la porta d'entrada al ciberespai com el "mestre de carreteres i camins", amb altres loa que apareixen al llarg del llibre. Papa Legba i el vodú apareixen de nou a Spook Country (2007), un llibre d'una de les altres trilogies de Gibson.
Un episodi de 1985 de la sèrie de televisió Miami Vice (temporada 2, episodi 8, "Tale of the Goat") se centra en un sacerdot vodú maligne amb el nom de Papa Legba (interpretat per Clarence Williams III). D'acord amb la imatge de Legba que sovint es conceptualitza a la subcultura vodú haitiana, Papa Legba es representa com "controlant" la porta d'entrada al món espiritual (a través de l'ús de drogues), caminant amb l'ajuda de crosses i fumant una pipa.